# Stenacidia
Genre
Stenacidia est un genre de collemboles de la famille des Sminthurididae.

## Liste des espèces
Selon Checklist of the Collembola of the World (version du 20 août 2019) :
- Stenacidia picta Yosii, 1966
- Stenacidia stachi (Jeannenot, 1955)
- Stenacidia violacea (Reuter, 1881)

## Publication originale
- Börner, 1906 : Das System der Collembolen nebst Beschreibung neuer Collembolen des Hamburger Naturhistorischen Museums. Mitteilungen aus dem Naturhistorischen Museum in Hamburg, vol. 23, p. 147-188 (texte intégral).